# Salsola seminuda
Salsola seminuda är en amarantväxtart som beskrevs av Viktor Petrovitj Botjantsev. Salsola seminuda ingår i släktet sodaörter, och familjen amarantväxter. Inga underarter finns listade i Catalogue of Life.